# 単層

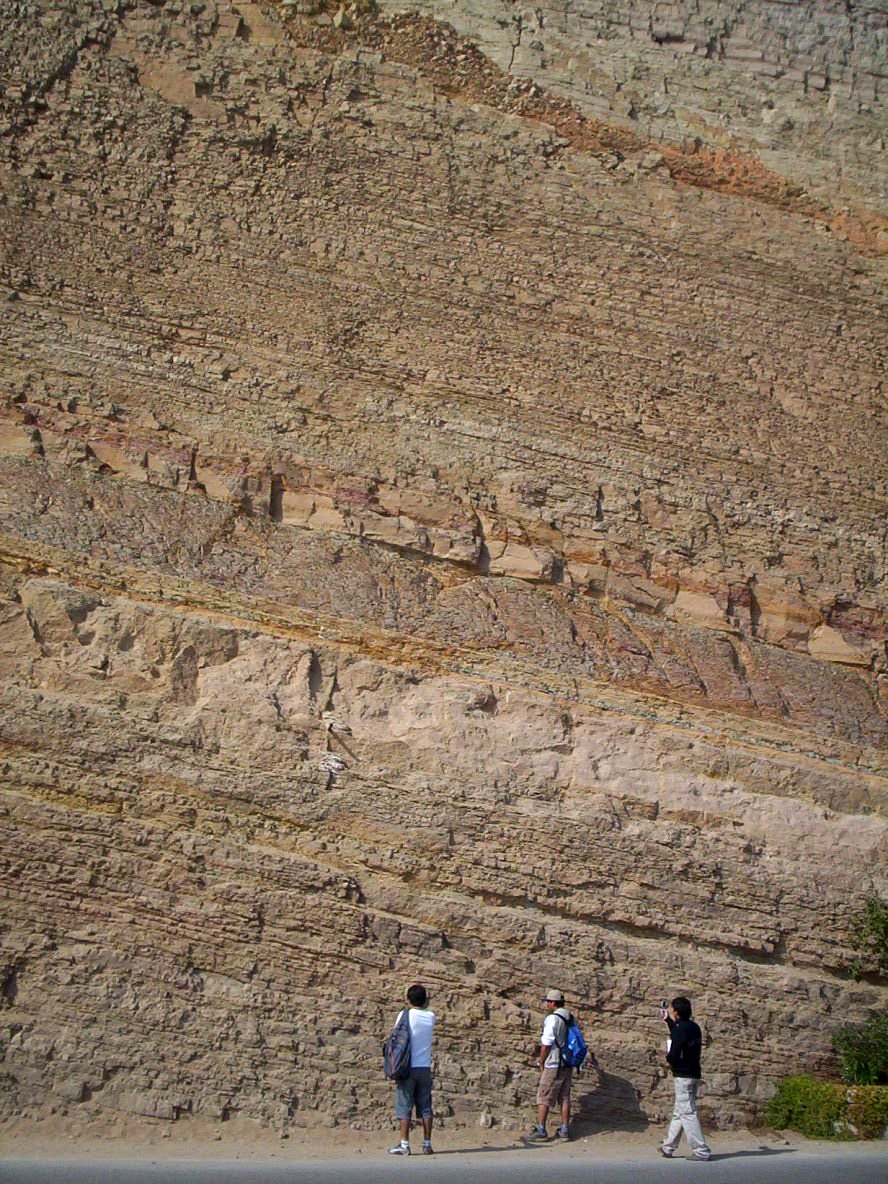
ペルーに所在する約1億4000万年前の頁岩層。

単層（たんそう、bed、layer、stratum:135）は、地層の最小単元である。反対に表現すると、多くの単層が積み重なったものが地層となる:126。
日本語で「単層」と呼称されるものは、英語では異なる意味合いを持つ語を示すことがある。「bed」はチャールズ・ライエルが、著書「地質学原理」第4版にて、堆積岩による層のことを指している:89。「layer」は薄い「bed」、もしくは層理によって区別される「bed」の部分のことを指す:89-90。また「stratum」は性質が同様な岩石による板状の物を指す:90。
これを形成する粒子の性質から、一つの堆積過程によって形成されたと考えられる単元のことを指す:3。これらが集積すると層（もしくは累層）となる:2。また、堆積物を記載する際において、同じような性質の単層をまとめて単層群（cosets、bedsets）といい、これが同一の環境を示す堆積相となる:75。
平山 & 鈴木 (1968)によると、単層それぞれの研究と地層の研究とを対照させることによって、精度の高い堆積構造などの研究を行うことが可能である:59。

## 層理などとの関係
層理（英: bedding）や葉理（英: lamination）と単層は密接な関係があるが、それらとは異なる。なお、ここで指す「層理」や「葉理」は成層構造（英: stratification）をなす（単層ではない）層や状態のことである。また地層を構成する（単層ではない）それぞれの層自体のことも「層理」（bed、beds）や「葉理」（lamina、laminae）と呼称することがある:72。
例えば斜交葉理は単層内部にある:45。